# すくらんぶる・ハーツ〜恋のソナタ〜
『すくらんぶる・ハーツ〜恋のソナタ〜』（すくらんぶる・ハーツ こいのソナタ）は、2004年6月19日に公開された日本映画。主演は矢沢心。

## 登場人物

### 主要人物
倉田曜子
演 - 矢沢心
一也
演 - 弓削智久
川口康子
演 - 美森あいか
川口洋介
演 - タイソン大屋
敦子
演 - こずえ鈴
朝倉
演 - 隆大介

### その他
大蔵淳子、中尾祐之、東郷萌絵、内田譲、Eri、天手千聖、蝦名清一、加山真帆、木村啓介、林絵梨子、佐野夏芽、小清水希、MUH（森由理香、宇佐美奈々、原田明絵）

## スタッフ
- 製作 - 神品信市
- エグゼクティブプロデューサー - 神品信市
- プロデューサー - 小寺洋、池田仁美
- 脚本 – 岡田浩祥
- 監督 – 亀井弘明
- 音楽ディレクター - TOSIMITSU
- 撮影 - 安田亨
- 制作協力 – MBS企画
- 企画協力 - バーニング養成所
- 製作 – ミライ・アクターズ・プロモーション（現：MIRAI PICTURES JAPAN）
- 配給 – MIRAI

## DVD
- 発売元 - マジカル
- 販売元 - アートポート

## その他
- 本作「すくらんぶるハーツ〜恋のソナタ〜」はミライ・アクターズ・プロモーション（現：MIRAI PICTURES JAPAN）が製作する映画である。
- 新進気鋭の監督、注目の監督が描く作品を旬のキャスト、ベテランや新人キャストで贈る作品で構成されている。満島ひかり、蒼井優、遠藤憲一、和泉元彌、宅麻伸、原田大二郎、赤井英和、いしだ壱成などの実力派俳優をはじめ、小倉優子、島崎和歌子、月亭方正、安座間美優（モデル）などの個性あるタレント、そして異色ではクリス松村、蝶野正洋（プロレス）、TKO（芸人）、重盛さと美、はなわ（芸人）、大仁田厚などが出演している。
- 本作では主演に矢沢心を抜擢。その他、弓削智久、美森あいか、タイソン大屋らをプロデューサーの神品信市がキャスティングしている。またこずえ鈴が友情出演、隆大介が特別出演をしている。
- オーディションにより新人を多く起用している。